# Noonday (Texas)
Noonday es una ciudad ubicada en el condado de Smith en el estado estadounidense de Texas. En el Censo de 2010 tenía una población de 777 habitantes y una densidad poblacional de 159,83 personas por km².

## Geografía
Noonday se encuentra ubicada en las coordenadas 32°14′33″N 95°23′45″O / 32.24250, -95.39583. Según la Oficina del Censo de los Estados Unidos, Noonday tiene una superficie total de 4.86 km², de la cual 4.81 km² corresponden a tierra firme y (1.12%) 0.05 km² es agua.

## Demografía
Según el censo de 2010, había 777 personas residiendo en Noonday. La densidad de población era de 159,83 hab./km². De los 777 habitantes, Noonday estaba compuesto por el 87.52% blancos, el 9.4% eran afroamericanos, el 0.26% eran amerindios, el 0.26% eran asiáticos, el 0.26% eran isleños del Pacífico, el 0.51% eran de otras razas y el 1.8% pertenecían a dos o más razas. Del total de la población el 6.05% eran hispanos o latinos de cualquier raza.